# Håvard Vad Petersson
Håvard Vad Petersson (ur. 5 stycznia 1984 w Oslo) – norweski curler, wicemistrz olimpijski z 2010, mistrz świata 2014, dwukrotny mistrz Europy. Reprezentuje Snarøen Curling Club, jest otwierającym w zespole Thomasa Ulsruda.
Petersson curling uprawia od 1997, już w 2002 reprezentował Norwegię na arenie międzynarodowej. Początkowo zagrywał pierwsze kamienie w zespole Thomasa Løvolda. Zdobył wówczas złote medale mistrzostw świata juniorów grupy B w 2002 i 2003. W 2004, gdy Løvold przekroczył wiek juniorski Håvard przejął jego obowiązki. W takim ustawieniu zespół uplasował się na 6. miejscu Mistrzostw Świata Juniorów. Rok później grał w klubie z Lillehammer, był drugim w ekipie Øivinda A. Grøsetha.
W 2006 powrócił do rodzinnego Oslo, a w następnym roku dołączył do obecnej drużyny. Od tamtej pory reprezentował Norwegię na każdej dużej imprezie międzynarodowej i tylko podczas jednego występu zespół Ulsruda nie stanął na podium. W pierwszych wspólnych zawodach, Mistrzostwach Europy 2007 Norwegowie dotarli do finału, ulegli tam jednak 3:5 Szkotom (David Murdoch). W następnej edycji sytuacja powtórzyła się, Murdoch był lepszy rezultatem 7:6. Norwegowie powrócili z brązowymi medalami Mistrzostw Świata 2008 i 2009, w meczach o 3. miejsce pokonali Chińczyków (Wang Fengchun) oraz Szwajcarów (Ralph Stöckli).
Sezon olimpijski Petersson rozpoczął 3. miejscem ME, Norwegia przegrała dwa mecze w play-offach. Podczas fazy grupowej turnieju olimpijskiego zespół z Oslo wygrał 7 meczów a przegrał 2 i z 2. miejsca awansował do półfinałów. W finale znaleźli się po pokonaniu 7:5 Szwajcarii (Markus Eggler), w ostatnim meczu ulegli 3:6 Kanadyjczykom (Kevin Martin). Dwa miesiące później pod nieobecność Ulsruda (funkcję kapitana pełnił Torger Nergård) Håvard w meczu o złoto Mistrzostw Świata 2010 spotkał się z inną drużyną kanadyjską. Ponownie to zespół klonowego liścia z Kevinem Koe okazał się lepszy.
Pod koniec roku Petersson triumfował w ME. Norwegowie zdobyli złote medale pokonując 5:3 młodą duńską drużynę Rasmusa Stjerne. W MŚ 2011 reprezentacja Norwegii uplasowała się na 4. miejscu przegrywając mecz o brąz przeciwko Szwedom (Niklas Edin). Norwegowie swoim sąsiadom zrewanżowali się w finale Mistrzostw Europy 2011, gdy wynikiem 7:6 obronili złote medale. W kolejnej edycji MŚ Norwegowie ponownie zajęli miejsce poza podium przegrywając mały finał ze Szwecją. Pod koniec roku, w Mistrzostwach Europy drużyna ze Snarøya zajęła 3. miejsce w Round Robin. Reprezentacja Norwegii wygrała dwa mecze i awansowała do finału, w którym przegrała 5:8 na rzecz Szwecji (Niklas Edin). Ekipa ze Snarøya w MŚ 2013 wygrała 6 meczów, co pozwoliło jej na uplasowanie się na 5. miejscu.
Norweska reprezentacja w ME 2013 z 1. miejsca awansowała do fazy finałowej. W pierwszym meczu play-off drużyna zwyciężyła nad Szwajcarią (Sven Michel) 7:4. W finale Norwegowie zostali pokonani przez Michela 6:8 i uplasowali się na 2. stopniu podium. Wicemistrzowie Europy w Zimowych Igrzyskach Olimpijskich 2014 zajęli 5. pozycję. Norwegowie w meczu barażowym o awans do półfinału rywalizowali z Brytyjczykami, przegrali wynikiem 5:6. Podczas Mistrzostw Świata 2014 norwescy zawodnicy stanęli na najwyższym stopniu podium, w finale triumfowali 8:3 nad Szwedami (Oskar Eriksson). Dobrą skutecznością zawodnicy z Oslo wykazali się również w Mistrzostwach Europy 2014, na których zdobyli srebrne medale, w finale zostali pokonani przez Szwedów (Niklas Edin).

## Wielki Szlem
| Turniej                | 07/08 | 08/09 | 09/10 | 10/11 | 11/12 | 12/13 | 13/14 | 14/15 |
| ---------------------- | ----- | ----- | ----- | ----- | ----- | ----- | ----- | ----- |
| Canadian Open          | A     | QF    | SF    | x     | A     | A     | x     | A     |
| Masters                | x     | x     | SF    | x     | x     | x     | A     | x     |
| The National           | A     | A     | A     | A     | QF    | x     | A     | A     |
| Elite 10               | –     | –     | –     | –     | –     | –     | –     |       |
| Players’ Championships | A     | A     | A     | A     | A     | QF    | A     |       |

| A  | = nie uczestniczył                         |
| x  | = nie zakwalifikował się do fazy finałowej |
| QF | = ćwierćfinał                              |
| SF | = półfinał                                 |
| F  | = finał                                    |
| W  | = zwycięstwo                               |

## Drużyna
|           | Czwarty              | Trzeci          | Drugi                | Otwierający          |
| --------- | -------------------- | --------------- | -------------------- | -------------------- |
| 2007/2015 | Thomas Ulsrud        | Torger Nergård  | Christoffer Svae     | Håvard Vad Petersson |
| 2004/2005 | Øivind A. Grøseth    | Hans Tømmervold | Håvard Vad Petersson | Anders Bjørgum       |
| 2003/2004 | Håvard Vad Petersson | Petter Moe      | Anders Bjørgum       | Øivind A. Grøseth    |
| 2001/2003 | Thomas Løvold        | Petter Moe      | Christoffer Svae     | Håvard Vad Petersson |